# Nicocles rufus
Nicocles rufus är en tvåvingeart som beskrevs av Samuel Wendell Williston  1883. Nicocles rufus ingår i släktet Nicocles och familjen rovflugor. Inga underarter finns listade i Catalogue of Life.